# بی‌آب
بی‌آب، روستایی از توابع بخش مرکزی شهرستان آوج در استان قزوین ایران است. راههای رسیدن به روستا از تهران و شهریار و کرج جاده قدیم اشتهارد و بویین زهرا و پشت سر گذاردن شهر ابگرم بسمت اوج و همدان حدود صد متر بعد از تونل سمت راست می‌باشد که در ورودی جاده اختصاصی روستا تابلو راهنما نصب گردیده است حدود دو یا سه کیلومتر در امتداد جاده روستایی (آسفالت می باشد ) به روستای سر سبز بی اب میرسیم و جدیدا اتوبان غدیر هم برای ساکنان تهران و شهریار و رباط کریم دسترسی آسانتری به رسیدن به روستا میدهد.بافت روستای بی اب در سالهای اخیر و بواسطه پیشرفت و حصول امکانات رفاهی بمانند اقصا نقاط دیگر بافت شهری با بیس روستا است. بدلیل کوهستانی بودن پیرامون این روستا تابستانهای خنک و زمستان های سرد غالب تنوع آب و هوایی این روستا هست از دیگر نکات اقتصادی روستا بدلیل وجود دشت همراه با دامنه کوهستانی دامپروری و زنبورداری از بیزینس های جواب ده در این لوکیشن میتواند باشد .،اکثر اهالی این روستا به شغل حمل و نقل زیر مجموعه های کامیون داری و تصدی امور حمل و نقل مشغول به کار بوده و این فعالیت اقتصادی تقریبا از نسلی به نسل دیگر انتقال یافته که البته با توجه به بالارفتن تحصیلات نسل جوان و عدم تمایل در اشتغال در صنف حمل و نقل  در فعالیتهای اداری و دفتری و تجاری و بازار مشغولیت دارند.
بیشترین مناطق مهاجرتی اهالی محترم روستای بی اب در تهران و شهریار و حومه می باشد.
چنانچه در سطور بالا عرض نمودم اهالی روستا شاغل در صنف زحمتکش حمل و نقل هستند و بدین سان بدلیل مسافرت‌های زیاد و تعامل با دیگر اقوام و مناطق کشوری از سطح سواد غیر آکادمیک بالا در زمینه های گوناگون برخوردار هستند.
در گویش محلی به روستای بی اب به (بیو)نیز در گفتمان اهالی و دیگر هم استانیانمان نیز گفتار می شود.در روستای بی اب مساعل و مشکلات بصورت همفکری ریش سفیدان و جوانان به اشتراک گذارده میشود و با هم فکری و استفاده از تجربیات ریش سفیدان و استفاده از دانش و بیان و آشنایی با بروکراسی اداره ها و ....جهت رسیدن به یک راهکار و تعامل در رسیدن به یک وحدت رویه حل و فصل میگردد.روستای بی اب چندین بار دچار تغییرات جغرافیایی ناخواسته و خواسته شده که مهمترین آن در زلزله سال ۱۳۴۱ استان قزوین بخش بویین زهرا بود که با تخریب تقریبا صد در صدی ناچار به احداث روستا در قسمت پایینتر آن شدند که بنا به گفته های اهالی و بزرگان بی اب کشور بریتانیا در صدد و بنیان گذار  روستای جدید ماحسب کمک های بشر دوستانه شد که بخش عمده ی دیگر را اهالی با منابع مالی خود استارت زدند.در سالیان پیش روستای همسایه بی اب بنام زرین دره بواسطه اهالی و خانوار کم و عبور و مرور سخت و زیر ساخت های ضعیف آب و برق و .... قبول هم سفره گی نموده و با روستای بی اب ادغام شدند که بعد ها با ازدواج ها  همه با هم قوم و خویش شدند که بنده خود نیز یک رگ زرین دره ای دارم با افتخار.با توجه به اب و هوای مساعد رو به خنک در بهار و تابستان و زیبایی‌های دلنشین فصل پاییز و زمستان اهالی محترم روستای بی اب و دسترسی های راحت تر از شهر های شمالی کشور ترجیهشان سفر و گذران تعطیلات و آخر هفته ها در روستا و دیدار اقوام و هم ولایتی ها در روستای دنج و عاری از دغدغه های امروزی زندگی های ماشینی است.
از محصولات کشاورزی این روستا میتوان به انگور و گردو و بادام و سیب و سنجد و انواع سیفی جات ارگانیک  ماحسب خاک حاصلخیز نام برد و کشت دیم گندم نیز در پیرامون و اراضی متعلق به روستا نیز رایج بوده و هست.محصولات چرخه دوم بمانند کشمش و شیره انگور و آبغوره و سرکه نیز در سبد تولیدات کشاورزی این روستا جای دارد.از مشکلات عدیده روستا میتوان به کمبود منابع آبی با توجه به بالا دست بودن روستا نامبرد که طرح های  راهبردی و مهندسی ابفا در این موضوع راهگشا خواهد بود.امید است با عنایت و لطف مسعولین این مشکل اهالی هم مرتفع گردیده و آب که جز ضروری ترین نیازهای یک روستا و شهر هست از این وضعیت نابسامان خارج شده و روحی تازه بر روستای عزیزمان تابانیده شود.

## جمعیت
این روستا در دهستان خرقان غربی قرار دارد و تقریبا حدود 2000 نفر سکنه دایمی و فصلی دارد (متغیر بسته به فصول)